# 福岡市道堅粕西新1号線
福岡市道堅粕西新1号線（ふくおかしどうかたかすにしじんいちごうせん）は、全区間が福岡市の「都心部」にあり、博多区祇園町の祇園町交差点から西に向かって、中洲を経由し、中央区天神一丁目の渡辺通（）四丁目交差点に至る全長が1,399.52メートルの市道（幹線一級市町村道）である。全区間が国道202号の重複区間であり、福岡市道路愛称としては国体道路と呼ばれている。

## 特徴
福岡市道堅粕西新1号線の特徴は、1993年（平成5年）に国道202号の起点が千代から堅粕に変更されたことに伴い、その全区間が市道から一般国道に昇格したものであること、また、福岡県の都市間をつなぐ国道の位置づけにあると同時に、同市の「都心部」を貫通する主要な幹線道路のうち、東西方向に走る路線の一つであり、それぞれ南北方向の路線により連結され交通ネットワークを形成していることである。これらの幹線道路を北から順にあげると次の通りであり、。
- 千鳥橋唐人町線（那の津通り）
- 福岡市道博多姪浜線（昭和通り）
- 千代今宿線（明治通り）
- 福岡市道堅粕西新1号線（国道202号、国体道路）
- 博多駅草ヶ江線（城南線、住吉通り）

これらの路線は、「西の副都心」などの主要な拠点の間を東西に結ぶ役割を担っている。また、祇園町西交差点（櫛田神社前駅附近）から渡辺通4丁目交差点（ 天神南駅附近）の地下に福岡市交通局の地下鉄（七隈線）が走っている。
渋滞に関しては、国土交通省の公表によると、複数の主要渋滞箇所を含む区間である「一般国道202号～市道／福岡市中央区六本松地区～福岡市博多区堅粕地区」の一部に該当し、福岡市内では主要渋滞箇所の数が最も多い区間である。
道路名称については、福岡市道路愛称である国体道路のほうが通りがよく、出版されている地図などの表記にも使われている。また、都市計画道路の名称としては「堅粕西新線」であり、起点が博多区堅粕一丁目（堅粕1丁目交差点）、終点が早良区西新四丁目西新交差点、総延長が6,000メートルの路線であるが、現行の認定路線としては、この区間に福岡市道堅粕西新1号線と福岡市道堅粕西新2号線が含まれる。

道路の写真
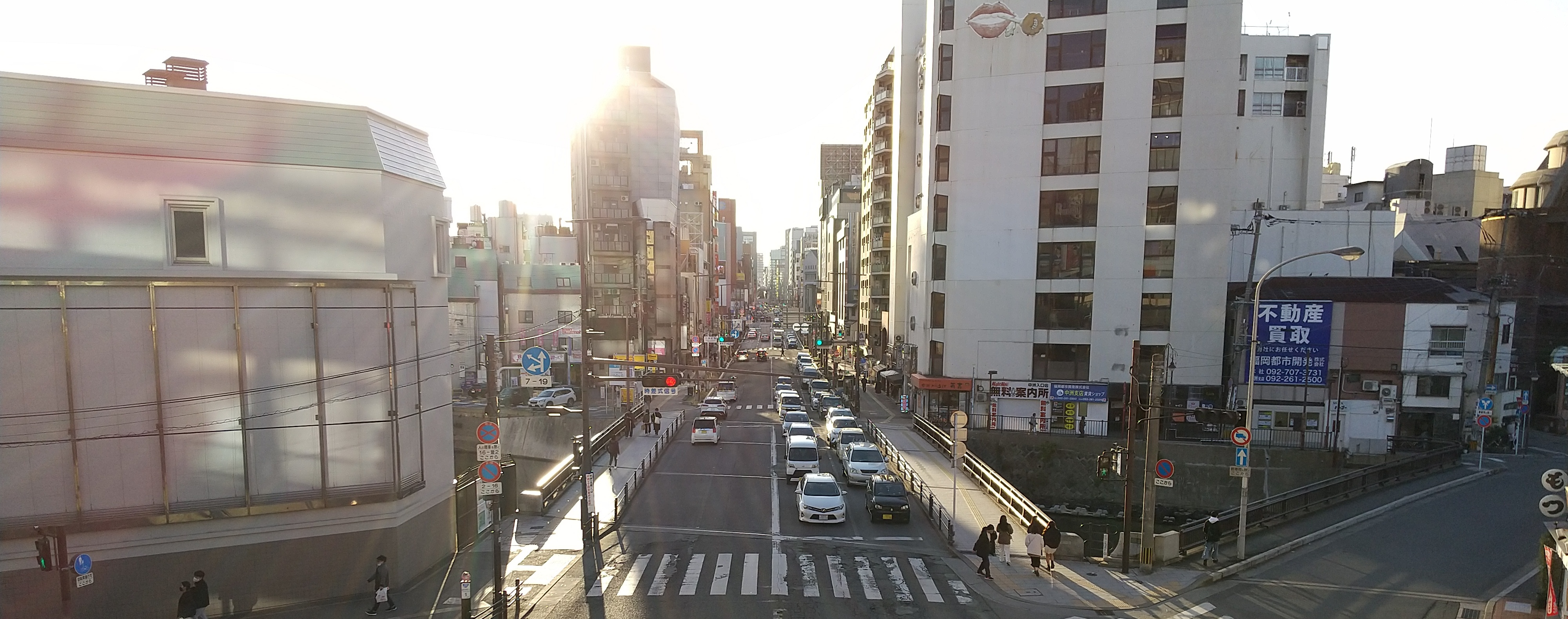
中洲附近

## 接続する主な通り
| 交差する道路                                | 市町村名 | 市町村名 | 交差する場所 | 交差する場所      |
| ------------------------------------------- | -------- | -------- | ------------ | ----------------- |
| 福岡県道43号博多停車場線（大博通り）        | 福岡市   | 博多区   | 祇園町       | 祇園町交差点      |
| 福岡県道510号博多停車場東本町線（大博通り） | 福岡市   | 博多区   | 祇園町       | 祇園町交差点      |
| 福岡市道博多駅前線（はかた駅前通り）        | 福岡市   | 博多区   | 上川端町     | 祇園町西交差点    |
| 福岡県道553号東光寺竹下春吉線               | 福岡市   | 中央区   | 春吉三丁目   | 春吉交差点        |
| 福岡県道602号後野福岡線（渡辺通り）         | 福岡市   | 中央区   | 天神一丁目   | 渡辺通4丁目交差点 |

## 接続、近接する主な施設
この路線に接続又は近接する主な施設を起点の東から順にあげると以下の通り。
- 祇園駅
- 櫛田神社
- 櫛田神社前駅
- 川端通商店街
- ぽんプラザホール
- キャナルシティ博多
- 天神中央公園
- 天神南駅
- 福岡市役所
- 博多大丸
- ソラリアターミナルビル（西鉄福岡（天神）駅、福岡三越、西鉄天神高速バスターミナル等）